# Prista Frühbottin
Prista Frühbottin (née en  1490 à Wittemberg; morte le 29 juin 1540 dans la même ville) a été une victime de la Chasse aux sorcières à Wittemberg pendant le règne du Prince-électeur et Duc
Jean-Frédéric Ier dit le Magnanime (1503–1554), et du maire de Wittemberg Lucas Cranach l'Ancien.

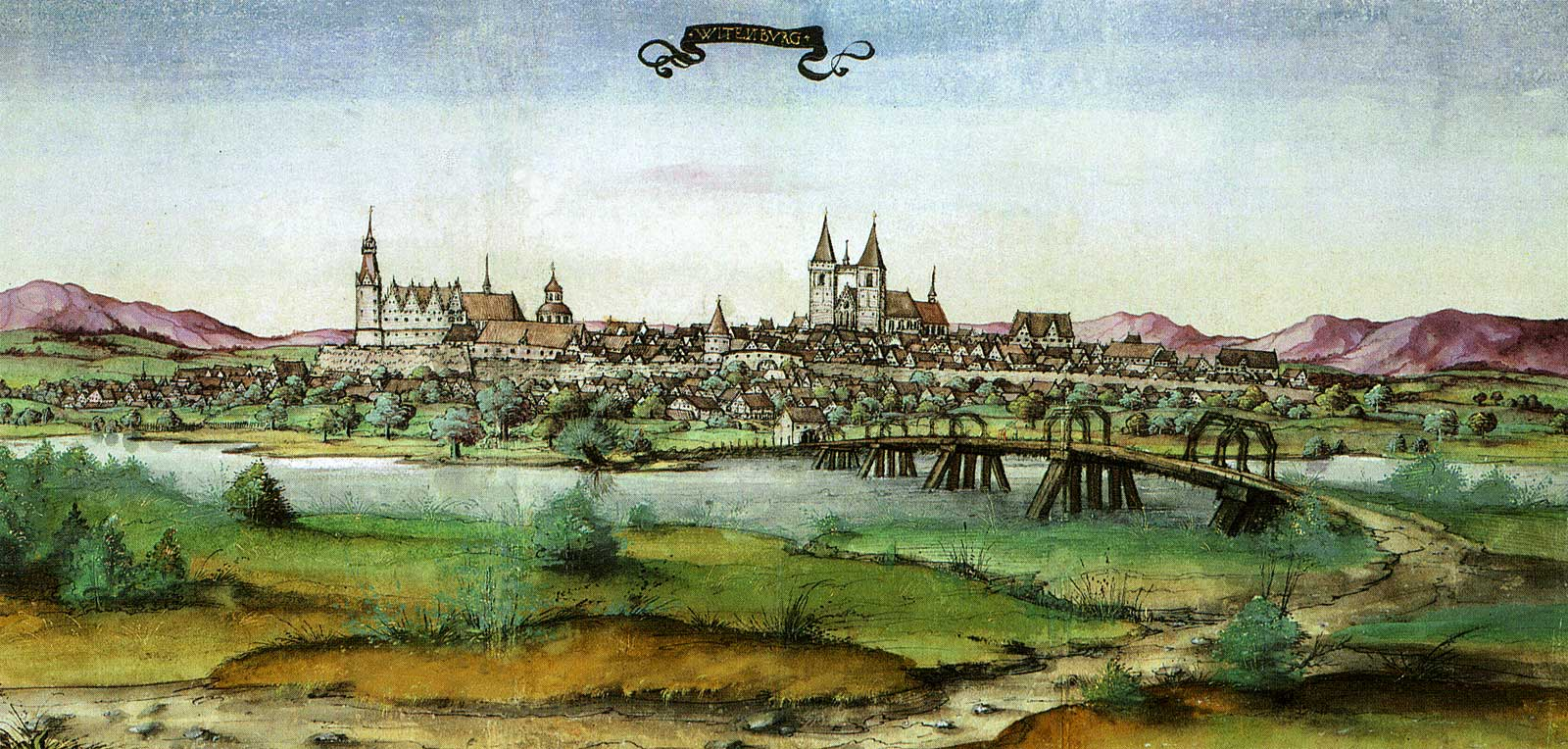
Vue de Wittenberg 1536/37

## Famille
Prista Frühbottin fréquentait des équarrisseurs, des domestiques ainsi que le bourreau de Wittenberg, c'est-à-dire des groupes marginaux souvent stigmatisés. Avec son fils Dictus (Benedikt), assistant d'un équarisseur, elle a été accusée, par le conseil municipal de Wittenberg, de sorcellerie et d´avoir empoisonné les pâturages. Elle s'est alors enfuie à Belzig puis a été ramenée à Wittenberg. Le juge municipal Ambrosius Reuther a conduit le procès devant le tribunal municipal de Wittenberg. Les actes de ce procès n'ont pas été conservés, mais des informations sont disponibles dans les archives de la ville de Wittemberg.
Le 29 juin 1540, Prista Frühbottin a été exécutée ainsi que son fils Dictus. Un autre fils, Peter Frühbott, également suspecté, s'est enfui avec Magnus Fischer, le vieux bourreau de Wittenberg, mais a été arrêté à Zerbst où il a été pendu le 2 ou le 3 juillet 1540. Le plus jeune fils, Klaus Frühbott, avait été jugé et innocenté jugé 14 ans plus tôt. En 1540, il a été emprisonné pendant douze jours puis banni.

## Gravure sur bois représentant l´exécution

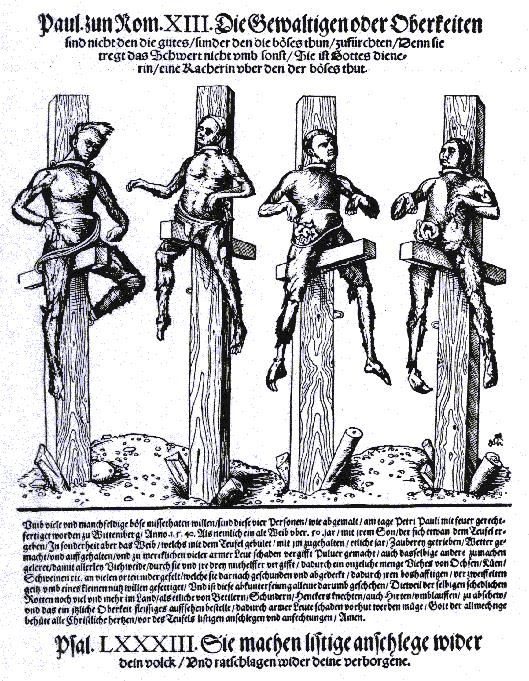
Chasse aux sorcières à Wittenberg 1540

Témoin oculaire de l´exécution de Prista Frühbottin et de son fils Dictus, Lucas Cranach le Jeune a réalisé une gravure sur bois représentant l´exécution.

## Chasse aux sorcières à Wittenberg
Entre 1540 et 1674, au moins 21 personnes ont été concernées par une chasse aux sorcières à Wittenberg : huit exécutions sont attestées, pour les 13 autres personnes, l´issue du procès est inconnue.

## Réhabilitation
Le conseil municipal de la ville de Lutherstadt Wittenberg a exprimé le 30 octobre 2013 une "réhabilitation socio-éthique" des victimes de la chasse aux sorcières.

## Sources
- (de) Archives de la ville de Wittenberg, Kämmereirechnungen Jg. 1540, fol. 221
- (de) Bibliothèque de l`université de Gießen, département des manuscrits numéro 1140, fol. 58 et suivants.